# Тарасенко, Станислав Васильевич
Станислав Васильевич Тарасенко (р. 23 июля 1966 года) — российский легкоатлет, прыгун в длину. Заслуженный мастер спорта России. Серебряный призёр чемпионата мира 1993 года, многократный победитель чемпионатов России, соревнований «Русская зима», бронзовый призер Кубка Европы (1993), победитель Кубка Европы (1994, 1995). Рекордсмен России по прыжкам в длину в закрытых помещениях. Входил в десятку лучших легкоатлетов России (1992, 1993).
Выпускник школы № 15 и Таганрогского политехнического колледжа.

## Личные достижения
- 8,32 м — прыжок в длину (15.06.1995, Москва)
- 8,43 м — прыжок в длину в закрытом помещении (26.01.1994, Москва) — рекорд России